# デヴィッド・デンマン
デヴィッド・デンマン（David Denman, 1973年7月25日 - ）は、アメリカ合衆国の俳優。

## 来歴
1973年、カリフォルニア州ニューポートビーチに生まれる。地元カリフォルニア州の高校へ在学中に、役者を目指してサンフランシスコを拠点とする劇団アメリカン・コンサーヴァトリー・シアターの夏合宿へも参加した。高校卒業後はオレンジ・コースト・カレッジで演技を学び、その後ジュリアード学院へ進学して、美術学士を取得。ちなみに同学院の同窓にはサラ・ラミレス、アラン・テュディックらがいた。1997年に医療ドラマ『ER緊急救命室』と『シカゴ・ホープ』それぞれに出演して役者デビュー。しばらくはテレビを中心に出演が続き、2000年にジーン・ハックマン、キアヌ・リーブス出演のフットボール映画『リプレイスメント』で映画デビューを果たした。
デビュー以来、テレビ・映画・舞台と様々な分野で活躍。2003年にはティム・バートンが監督の『ビッグ・フィッシュ』で、アリソン・ローマン演じるヒロインを巡ってユアン・マクレガー演じる主人公に嫉妬心を燃やす恋敵を演じたほか、2008年に落合正幸が監督でハリウッドデビューを飾った『シャッター』へも出演。同作品では同じくハリウッドデビューを果たした奥菜恵とも共演し、東京ロケにも参加している。
テレビドラマでは、スティーヴ・カレルの出世作でもあるコメディドラマ『The Office』へレギュラー出演もしており、2007年に他のキャストらと共に第14回全米映画俳優組合賞のコメディーシリーズ部門における全米映画俳優組合賞アンサンブル賞を受賞した。映画やテレビへ出演する以外では、地元カリフォルニアを拠点とする舞台へも出演している。近年ではウィル・スミスが親子で共演したM・ナイト・シャマラン監督の近未来SF映画『アフター・アース』や、アシュトン・カッチャーがApple創設者のスティーブ・ジョブズを演じた『スティーブ・ジョブズ』などの作品へも出演している。

## 私生活
2001年に女優でシンガーソングライターのニッキー・ボイヤーと結婚するが、2010年に離婚、2014年にスウェーデン出身の女優メルセデス・メイソンと再婚し、2018年には第1子となる男児キーズ・ケイン (Caius Kane) が誕生している。

## 出演作品

### 映画
- A Vow to Cherish (1999) ※テレビ映画
- The '60s (1999) ※テレビ映画
- M.K.3 (2000) ※テレビ映画
- リプレイスメント The Replacements (2000)
- クールボーダー Out Cold (2001)
- 歌う大捜査線 The Singing Detective (2003)
- ビッグ・フィッシュ Big Fish (2003)
- The Perfect Husband: The Laci Peterson Story (2004) ※テレビ映画
- ストレンジャー・コール When a Stranger Calls (2006)
- 9-ナイン The Nines (2007)
- If I Had Known I Was a Genius (2007)
- プリズナー Take (2007)
- 賢く生きる恋のレシピ Smart People (2008)
- シャッター Shutter (2008)
- Night Life (2008) ※テレビ映画
- Eva Adams (2009) ※テレビ映画
- ファンボーイズ Fanboys (2009)
- フェア・ゲーム Fair Game (2010)
- Let Go (2011)
- The Tin Star (2012)
- Beverly Hills Cop (2013) ※テレビ映画
- スティーブ・ジョブズ Jobs (2013)
- アフター・アース After Earth (2013)
- ステイ・コネクテッド〜つながりたい僕らの世界 Men, Women & Children (2014)
- ザ・ギフト The Gift (2015)
- 13時間 ベンガジの秘密の兵士 13 Hours: The Secret Soldiers of Benghazi (2016)
- パワーレンジャー Power Rangers (2017)
- ローガン・ラッキー Logan Lucky (2017)
- アグネスと幸せのパズル Puzzle (2018)
- ブライトバーン/恐怖の拡散者 BrightBurn (2019)
- グリーンランド -地球最後の2日間- Greenland (2020)
- イコライザー THE FINAL The Equalizer 3 (2023)

### テレビドラマ
- ER緊急救命室 ER (1997)
- シカゴ・ホープ Chicago Hope (1997)
- ザ・プリテンダー 仮面の逃亡者 The Pretender (1998)
- Beyond Belief: Fact or Fiction (1999)
- X-ファイル X-File (1999)
- Arli$$ (2000)
- エンジェル Angel (2001 - 2003)
- CSI:マイアミ CSI: Miami (2002)
- 女検死医ジョーダン Crossing Jordan (2002)
- WITHOUT A TRACE/FBI 失踪者を追え! Without a Trace (2004)
- Second Time Around (2004)
- ナイト・ストーカー Night Stalker (2005)
- ジ・オフィス The Office (2005 - 2012)
- ダナ&ルー リッテンハウス女性クリニック Strong Medicine (2006)
- The Office: The Accountants (2006)
- BONES Bones (2006)
- 女検察官アナベス・チェイス Close to Home (2007)
- グレイズ・アナトミー 恋の解剖学 Grey's Anatomy (2007)
- K-Ville (2007)
- Gary Unmarried (2008)
- ザ・プロテクター/狙われる証人たち In Plain Sight (2009)
- 私はラブ・リーガル Drop Dead Diva (2009 - 2010)
- ブラザーズ&シスターズ Brothers & Sisters (2010)
- Traffic Light (2011)
- PERSON of INTEREST 犯罪予知ユニット Person of Interest (2012)
- VEGAS/ベガス Vegas (2012)
- 殺人を無罪にする方法 How to Get Away with Murder (2014) ※シーズン1エピソード3
- MAD MEN マッドメン Mad Men (2015) ※シーズン7エピソード13
- アウトキャスト Outcast (2016-2017)
- メア・オブ・イーストタウン / ある殺人事件の真実 Mare of Easttown (2021)
- ボッシュ: 受け継がれるもの Bosch: Legacy (2023)
- ピースメイカー Peacemaker (2025)